# Робинсон, Уильям Уокер
Уильям Уокер Робинсон (англ. William Walker Robinson; 23 июня 1870, Эрдри, Ланаркшир — 4 июля 1940, Ливерпуль) — британский пловец, серебряный призёр летних Олимпийских игр 1908 года.
На Играх 1908 года Робинсон соревновался только в одной дисциплине. Он занял второе место в плавании на 200 м брассом.